# Тиссен, Генрих

Генрих Тиссен, барон Борнемиса де Касон (ок. 1946 г.)

Генрих Тиссен (нем. Heinrich Thyssen, c 1907 года — барон Борнемиса де Касон, 31 октября 1875, Мюльхайм-ан-дер-Рур, Германия — 26 июня 1947, Лугано, Швейцария) — немецкий предприниматель, коллекционер, младший сын Августа Тиссена, брат Фрица Тиссена.

## Биография
После развода его родителей, Августа Тиссена и Гедвиги Пельтцер, в 1885 году, Генрих Тиссен унаследовал крупную часть основанной его отцом Thyssen-Gruppe. Изучал химию, физику и минералогию, в 1900 году получил докторскую степень в Университете Карла-Рупрехта в Гейдельберге.
В 1906 году женился на Маргит Борнемисса де Касон и Имперфальва, принял подданство Венгрии и стал бароном Борнемиса де Касон, так как отец Маргрит не имел потомка мужского пола и усыновил зятя в 1907 году, передав ему титул барона с разрешения императора Франца-Иосифа. Венгерское подданство сохранил до самой смерти, тем не менее, в 1920—1930-х годах периодически выступал в качестве гражданина Германии.
В браке родилось четверо детей: 
- Стефан (1907–1981), был женат трижды, детей не было ни в одном браке, в третьем была падчерица Бирджит
- Маргарета (1911–1989), «графиня-убийца», в последние дни Второй мировой войны, 24 марта 1945 года, устроила вечеринку для офицеров СС, лидеров гестапо, нацистской молодежи Гитлерюгенд и местных коллаборационистов в замке Тиссенс в Рехнице, во время которой было убито 200 подневольных рабочих евреев, которые из-за истощения и болезней уже не могли работать. Преступление не упоминалось ни в одном отчете семьи Тиссена. Была замужем, двое детей.
- Габриэль (1915-?), была замужем, двое детей
- Ганс Генрих барон Тиссен-Борнемиса де Касон (1921—2002) — продолжил собирание отцовской коллекции и открыл её для публики. В 1993 году это собрание было приобретено за 350 млн долл. испанским правительством и под именем Музея Тиссена-Борнемисы стало одним из главных музеев Мадрида.

В 1912 году стал членом правления профсоюза «Германский Кайзер».
После Первой мировой войны переехал в Гаагу, откуда управлял зарубежными предприятиями Тиссенов. С основанием Объединенных сталелитейных заводов (нем.), он, хотя и вошёл в наблюдательный совет новой компании, сохранил за собой свою долю в семейном бизнесе, не участвуя непосредственно в капитале ОСЗ. Генрих Тиссен модернизировал трубопрокатный цех в Дюссельдорф-Райсхольце (нем.) и ныне не существующий сталелитейный завод в Дюссельдорф-Оберблике (нем., с 1906 года входивший в состав концерна), основав свою собственную промышленную группу.
В 1932 году перебрался в Швейцарию. Живя в Лугано, прославился как коллекционер.
В 1933 году брак Тиссена распался.  В год развода Генрих Тиссен женился на фотомодели Мод Феллер (урождённая Эльза Зарске, родившаяся в 1909 году в Торне, тогда Западная Пруссия, умерла в Цюрихе в 1977 году). Этот брак продлилась всего пять лет.
Третий брак с Гунхильдой фон Фабрис (1908–2008), моделью из реформированной нюрнбергской патрицианской семьи, также быстро распался, и последовал длительный бракоразводный процесс.